# Medalla a la Maternitat
La Medalla a la Maternitat (rus: Медаль Материнства) és una medalla soviètica, creada per Stalin i instituïda pel Decret de la Presidència del Soviet Suprem de l'URSS del 8 de juliol de 1944. El reglament, el disseny i la descripció van ser publicats a la Gaseta del Soviet Suprem de l'URSS num. 37 de 1944. La seva posició es confirmà mitjançant decret de 18 d'agost de 1944. La seva posició es complementà mitjançant decrets de 28 de maig de 1973 i 18 de juliol de 1980.
La medalla consta de dues classes, 1a i 2a classe, sent superior la 1a classe.
És atorgada:
- 1a Classe : A les Mares que hagin tingut i educat 6 fills
- 2a Classe : A les Mares que hagin tingut i educat 5 fills

Per a la concessió de la medalla també es tenien en compte:
- els nens afillats per la mare, segons estableix la llei
- els nens que hagin desaparegut en servei de defensa de l'URSS o en la realització d'altres obligacions del Servei Militar, o en l'execució del deure del ciutadà de l'URSS salvant una vida humana, guardant la propietat i l'ordre socialista, o que hagin resultat morts o ferits en les circumstàncies anteriors.

La concessió de la medalla del grau corresponent es fa quan el darrer fill compleix un any, i en presència dels altres fills vius de la mare. En el cas de les mares amb 6 fills només se'ls concedeix la medalla de 1a classe.
Penja a l'esquerra del pit, i en la presència d'altres ordes i medalles s'instal·la prop d'elles o una mica a sota.
Les recomanacions per a la concessió de la medalla eren realitzades pels membres dels Soviets locals. La medalla era atorgada a la mare pels oficials apropiats de les Presidències dels Soviets Suprems locals de les repúbliques, o bé pels oficials dels comitès executius dels soviets regionals. La seva concessió era enmig d'una trobada especial, i és feta en nom de la Presidència del Soviet Suprem de l'URSS pels decrets de les Presidències dels Soviet Suprems Aliats i les Repúbliques autònomes.
És obra del pintor N.I. Júkov.
El primer decret de la Presidència concedint la medalla es va signar el 6 de desembre de 1944. D'acord amb aquest decret, 24 dones van rebre la medalla de 1a classe i 19 més la de 2a. Aproximadament, van ser concedides a uns 13.150.000 de dones (aproximadament, 4 milions la de 1a classe i 8 milions la de 2a classe)

## Disseny
Les medalles tenen un diàmetre de 29 mm La de 1a classe de en plata i la de 2a és de bronze.
A l'anvers de la medalla apareix el perfil d'una mare i el seu fill. Al darrere hi ha una estrella de 5 puntes, de la qual surten raigs. Al voltant de la medalla hi ha una corona de llorer, i a la part inferior, sobre una cinta, apareix la inscripció CCCP (URSS).
Al revers apareix l'anvers i la falç i el martell al centre, amb la llegenda "МЕДАЛЬ МАТЕРИНСТВА" ("Medalla a la Maternitat") al voltant.
Estan suspeses sobre una llaçada en esmalt blanc. La de 1a està als costats té dues franges blau fos, mentre que la de 2a classe, verd turquesa.